# Anders Krag
Anders Krag, född 1553 i Ribe, död den 8 juni 1600, var en dansk läkare, bror till Niels Krag.
Krag tog 1585 medicine doktorsgrad i Montpellier och blev 1586 professor i Köpenhamn. Han var en bland de första, som strävade att göra den ramistiska filosofin gällande i stället för den gamla skolastiken och att framhålla Platon i motsats till Aristoteles.